# Acronicta americana
Acronicta americana (tên tiếng Anh: American Dagger Moth) là một loài bướm đêm thuộc họ Noctuidae. Nó là loài bản địa của Bắc Mỹ.

## Phụ loài
- Acronicta americana americana
- Acronicta americana obscura
- Acronicta americana eldora

## Thực vật chủ
- Acer sp. — cây thích
- Acer negundo — Box Elder
- Aesculus hippocastanum — Horse Chestnut
- Alnus sp. — cây tổng quán sủi
- Betula sp. — cây cáng lò (hay cây bulô)
- Carpinus caroliniana — American Hornbeam
- Carya sp. — cây mại châu
- Castanea sp. — chestnut
- Cercis sp. — redbud
- Corylus sp. — cây phỉ
- Fraxinus sp. — ash
- Juglans sp. — walnut
- Platanus sp. — sycamore
- Populus sp. — cây bạch dương
- Quercus sp. — cây sồi
- Salix sp. — cây liễu
- Tilia sp. — basswood
- Ulmus sp. — cây đu

## Hình ảnh

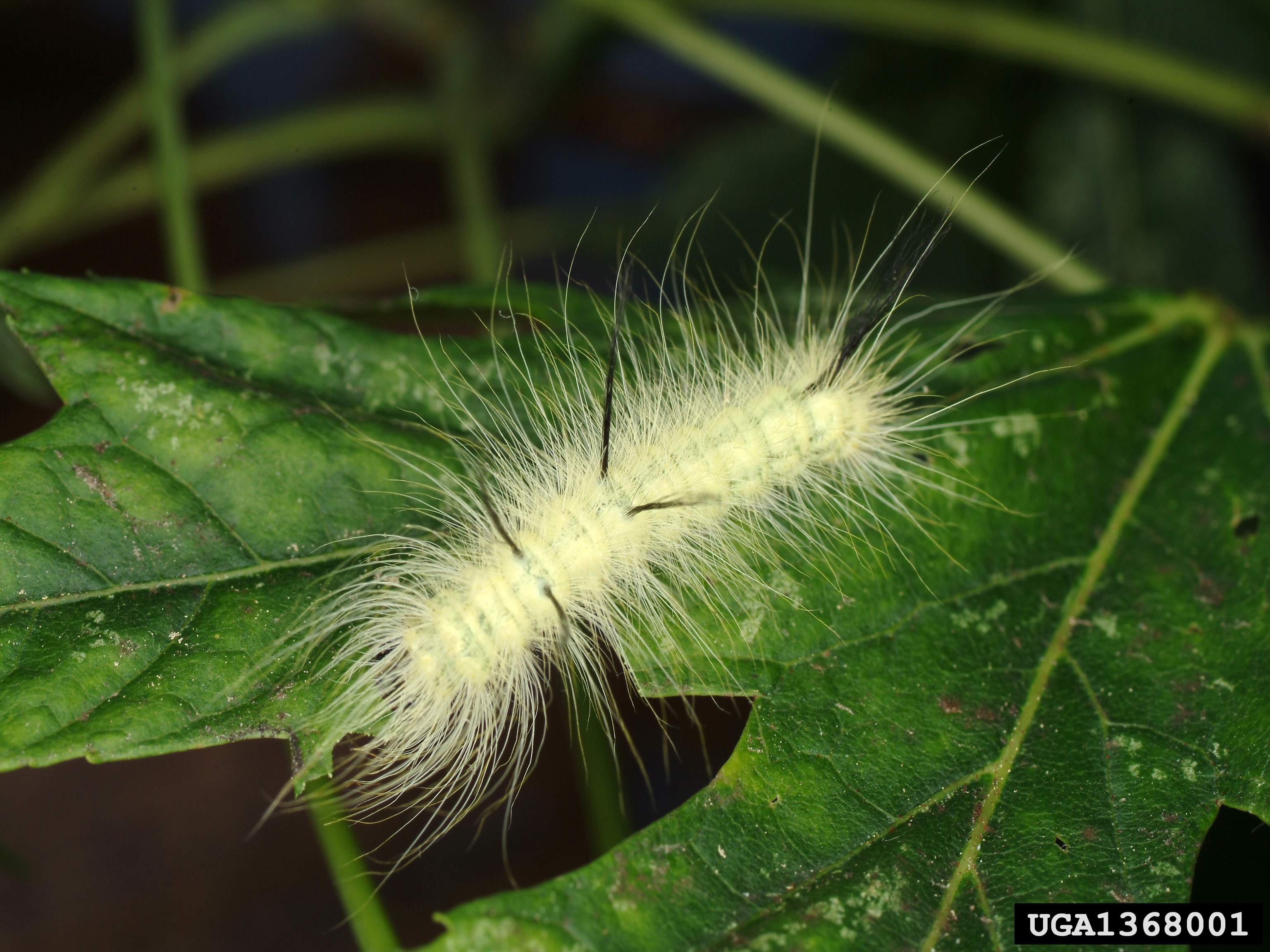
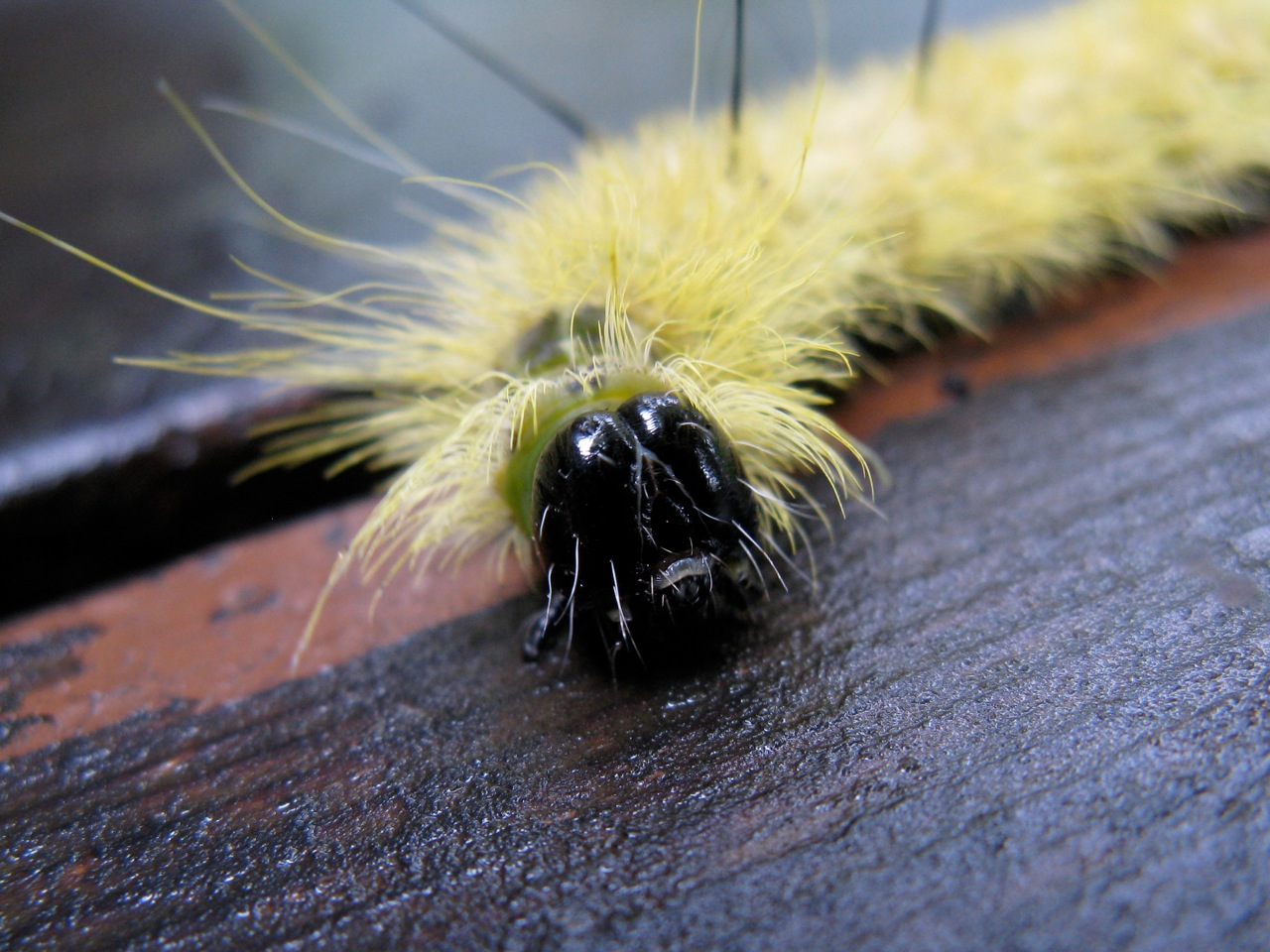
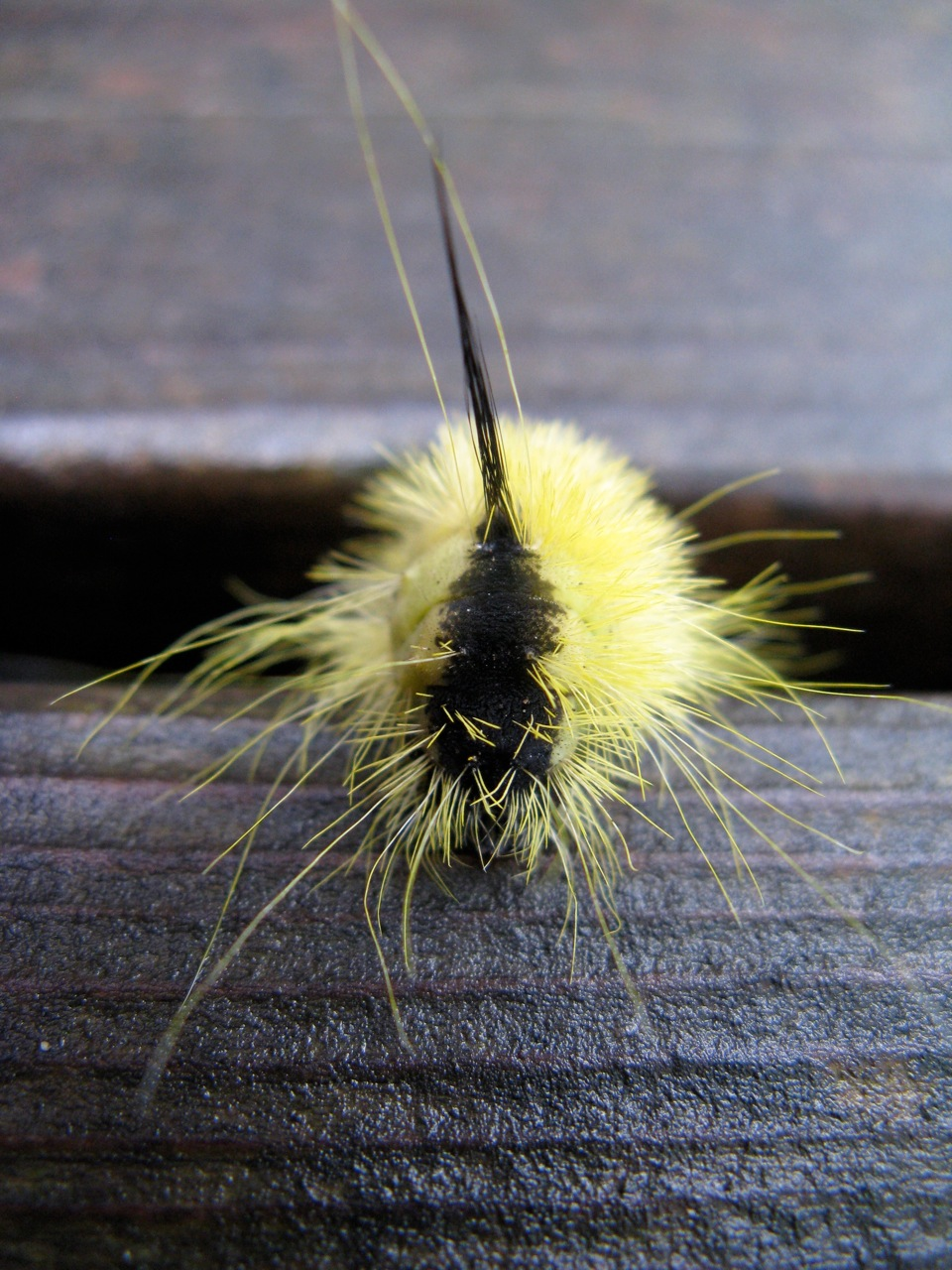
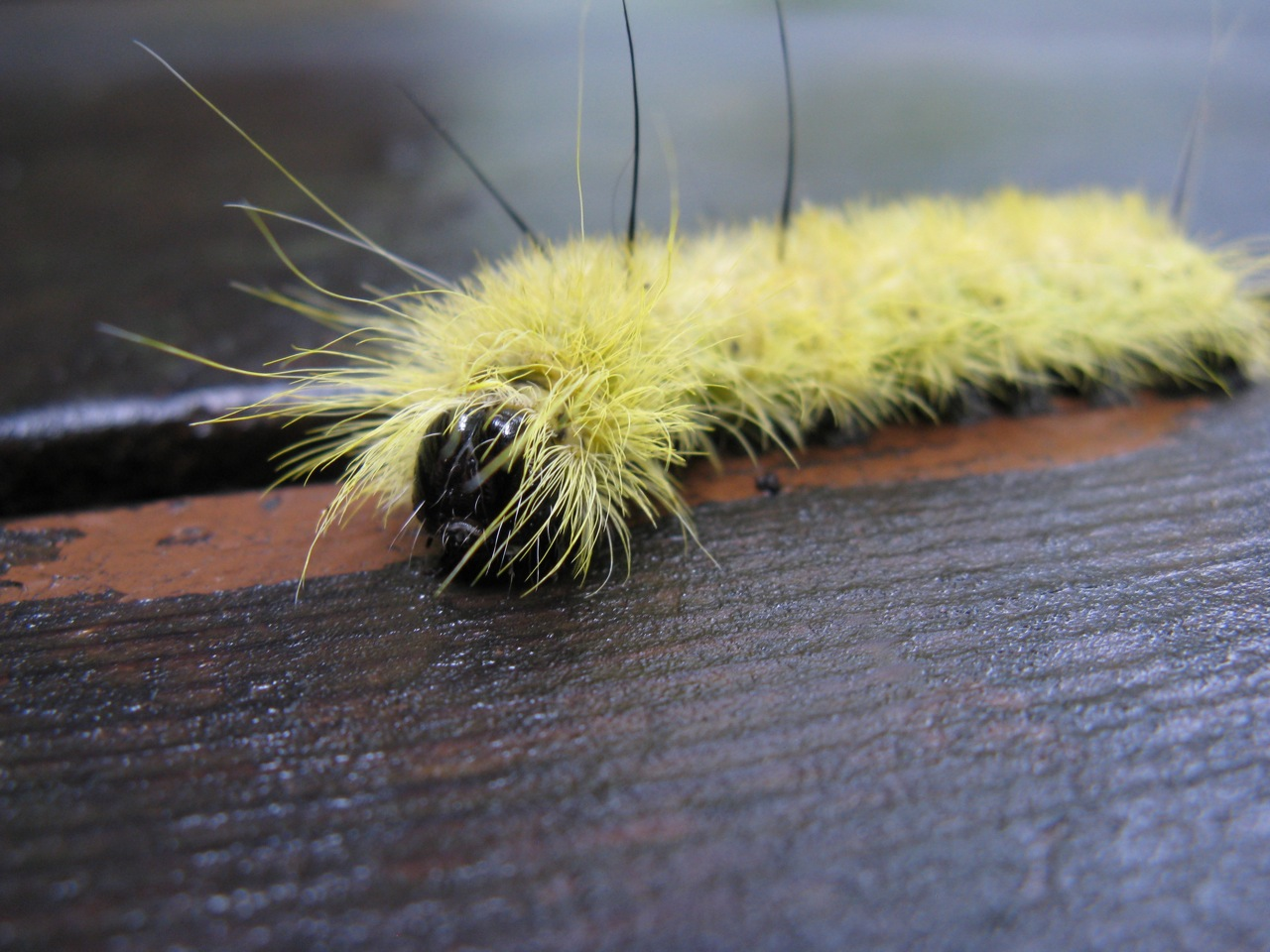